# Percnia siffanica
Percnia siffanica là một loài bướm đêm trong họ Geometridae.